# 芹沢純一
芹沢 純一（せりざわ じゅんいち、1968年9月4日 - ）は、静岡県静岡市葵区出身の元騎手・現調教助手。
常用外漢字の使用に制約がある新聞・JRA公式ホームページなどでは「芹沢」と表記されるが、戸籍上の表記は「芹澤 純一」である。

## 来歴
祖父の代で神奈川県小田原市から静岡市内に越して来て、最初は県内に聞こえた相当な地主であったが、後に普通の家になった。両親はサンダル店を営んでいたが、芹沢の記憶がついたころから、家は貧乏であった。
静岡市立伝馬町小学校の1年頃まではまだ良かったが、小学5年頃に倒産し、取り立てから逃げるための引越しを繰り返した。長男だが実家のサンダル店は継げず、サッカーが盛んな土地柄で、野球はやらなかった。放課後にはいつもサッカーボールを蹴っていて、家には取り立てが来るため、早くは帰りたくなかった。
そんな生活苦から抜け出すためスポーツ選手となることを思いついた芹沢は父に何がいいかを訊ね、「（体が小さいから）騎手しかないな」と言われたのを契機に騎手も進路のひとつとして考えるようになる。競馬学校に入るためには30倍の難関を突破しなければ、と他人に聞かされていたため、静岡市立城内中学校の1年生になってから、真剣に勉強し始めた。それでも放課後にはボールを蹴ったが、その頃に同じグラウンドでボールを操っていたのが二級年上の三浦知良であった。城内中学は市内一番の進学校であり、県下一の東京大学進学者を送り出す静岡県立静岡高等学校に、毎年30人から40人が入るような中学であった。
中学3年の秋に入学のための学科試験に臨んだが、中学1年生の学力を試すような問題で、因数分解でも難しいのは一つも出ず、簡単すぎて、満点を取るのが当たり前の試験であった。入学した他の同期生の多くが、あらかじめの乗馬の技を磨いて来ていることを知らず、いつも実技の授業では最下位であった。
教官に怒られていつも芹沢だけ特別授業を受けていたが、在学中は貧乏な家庭に育ったものの、気候風土では温暖で、話す言葉が穏やかでおっとりした静岡県民の自分に気づいたりもした。里離れも親離れもしていない自分にも気づき、「家に帰りたい」「腹が減った」「もうこんなとこは嫌だ」 「高校へ行けばよかった」「何か食うもの送って」「飯が食いたい」など手紙や電話で、母・鈴江に何度も要求した。大事な実技で自分だけがとり残され、毎日叱られ続けることで、孤立感と嫌気が深まっていたが、学校を辞めて家に帰るどころではなかった。2年の時に父・達之が脳梗塞で倒れ、鈴江にわがままばかりを言い続けられなくなった。同期生こぞっての悪戯はやり、何度か学校を脱出して、ローソンまで買い出しに行った。レジの壁には学校の生徒の写真が指名手配のように貼ってあり、口止め料としてレジの店員に1000円を払ったこともあった。
進学した芹沢は本来なら1987年デビュー予定であったが、卒業試験直前に落馬骨折する怪我を負う。卒業までに12人の同期生のうち3人が辞め、残った9人の中で騎手免許試験に唯一落ちたのが芹沢であった。落ちたのを聞いたのは栗東・鹿戸幸治厩舎の大仲部屋であり、何も考える余裕はなく、その部屋に寝泊まりしていた芹沢は夜に布団を被って朝まで一人で泣いた。次の日はやけ酒であったが、ビール1本も飲めなかったため、全部飲まないうちに吐いた。3日目に頭を切り換えて「もう一年やる。この期間にこそ誰にも負けない技術を身につけよう」と思い、栗東トレセンの前にある乗馬苑に半年間、毎日通って、職員に色々と教えてもらった。同期の武豊や塩村克己が争うように新人離れした活躍をしていても、羨む気持ちは微塵も起きず、同期の勝利が嬉しくてしょうがなかった。武も塩村も他の同期たちも顔を合わせるたび「頑張れよ」と声をかけてくれたが、芹沢は「お前らももっと頑張れ」と言い返しながら応じた。
厩舎での半年間を終え、学校での半年間を終え、1年遅れの1988年に競馬学校第3期生としてデビューとなった。武・塩村以外の同期には蛯名正義、合谷喜壮らがいる。デビューは内田浩一、岡潤一郎、菊沢隆徳、岸滋彦、千田輝彦、町田義一と同じということになる。
3月1日の中京第1競走アラブ系4歳未勝利・カンキョウカンカンで初騎乗初勝利という記録を達成し、デビュー初年度に2桁で20勝超えの26勝を記録。初出走の時は病気の後遺症はあるものの達之が鉄道でやって来て、鈴江も妹・明子も叔父も姉もいとこも、20人を超す応援団が静岡や焼津から名古屋へ向かった。師匠の鹿戸は「初騎乗だから気をつけて乗ってこい」と送り出し、結果はレコードタイムでの初勝利であった。
師匠である鹿戸の尽力により、1年目より坪憲章・橋口弘次郎・鶴留明雄・坂口正則などの他厩舎からも騎乗馬を集め、勝利数を順調に伸ばす。3年目の1990年には栗東トレセン内を飲酒運転で交通事故を起こし、JRAの職員に散々叱られたほか、鹿戸は他厩舎に対し「芹沢を2ヶ月乗せないでくれ」と頼み、自身も芹沢への騎乗馬を減らす。
鹿戸に内緒で運転免許を取り、買ったばかりの「トヨタ・MR2」でトレセンの中を走り抜け、挙げ句道路を走らずに路側帯にあるイチョウの木に上った。前輪部分が枝にひっかかったまま、車は垂直状態になった。元々はビール1本も飲めなかったのに、飲み比べをしたりする同世代の騎手たちとの遊びと試練をくぐり、ボトル1本は飲めるまでになっていた。そんな状況下で23勝を挙げるも、1991年以降は落馬負傷等により低迷し、デビュー当時にあったGIへの騎乗依頼も無くなる。
1991年には息子のやまない悪戯を監視する意味を込め、両親が静岡から滋賀県栗太郡石部町（現・湖南市）のアパートに引っ越していた。自分でも変わろうと思っていた芹沢は、立ち上がり癖のある馬に乗って落馬し、500kgの体重がある馬の下敷きになって骨折。乗られた場所が、ストレートに重みがかかれば死もありうる上半身ではなく、恥骨であった。睾丸の上部にある骨が、圧がかかって折れてしまい、俗にいう骨盤骨折で済生会滋賀県病院に2ヶ月入院。その間「お前どこが折れたんだ」と見舞客が必ず訊くため、大変に恥ずかしい思いをした。
1992年にはトレセンの近くに小さな家を持ち、短大に通っている明子や両親と一緒に住むことにした。この頃には健康を回復しつつあった達之がまた倒れ、両肢の付け根を通っている動脈に欠損が生じ、緊急にバイパス血管手術をして生命をとりとめた。この当時は京都・阪神中心の騎乗であったが、勝ち鞍を伸ばすためにローカル開催へと騎乗の場を移すことを考える。1993年夏に鹿戸に叱られるのを覚悟で「行かせてください」と頼むと、鹿戸は黙ったまま「行ってこい」と了承した。同年秋には福島から小倉へと転戦した3ヶ月の間に20勝を挙げ、それまでの14勝と合わせて年間34勝をマークし、関西のリーディングで初めて15位（全国25位）に入る。
フリーとなった1994年にも続けてローカル開催へ行き、福島と新潟のテレビ映像で同期生であった武らが乗るGIを見た。その時の芹沢はGIでどの調教師からも声のかからない騎手となっており、武がオグリローマンで桜花賞を、塩村がネーハイシーザーで天皇賞（秋）を勝ったのを、芹沢は違う場所から応援して勝利に手を叩いて喜んでいた。同年には北九州記念でイブキファイブワンに騎乗し、当日は相手関係が楽になりながらも近走不振から6番人気と評価を落とす。レースは3頭の先行争いで緩みのない流れになり、道中の折り合いに不安のあるイブキファイブワンにとって理想的な展開となるが、芹沢は他馬の動きに惑わされることなく折り合いに専念し、残り600m地点でゴーサインを出す。手応えの割に先頭に立ってからの反応はやや鈍く、直線では残り200mあたりでステッキが折れて焦るが、そこからは我慢、我慢と声をかけるなど必死に追った。内からマルブツパワフルがしぶとく追いすがるが最後はクビ差抑え、人馬共に初の重賞制覇を飾る。最終的に同年は49勝を挙げ、関西リーディングで10位（全国18位）を記録。周囲からも「変わってきたな、お前」と声をかけられるようになり、田原成貴は「芹沢、お前のいいところは裏表のないところだ」と言い、ある専門誌で河内洋は「このまま天狗にならず前向きになれば、あいつは一流になれるよ」と言ってくれた。同年にはフェアプレー賞を初めて受賞し、これまでに同賞を4度受賞している。
先行して粘り込む競馬を得意とする芹沢は、ローカル転戦により再び勝利数を伸ばし始める。この後も重賞勝利を重ねたほか、1996年には桜花賞で九州産馬サツマノオンナに騎乗し、7年ぶりのGI騎乗も果たしている。関西を拠点とする騎手であるが、先述の通りローカルでの騎乗が多く、関西主場である京都・阪神での騎乗数は全体の2割強にとどまり、6割超が福島・新潟・小倉・中京の4場を占める。中でも福島・新潟の2場では福島記念2勝2着2回のほか、1993年から2000年にかけてカブトヤマ記念騎乗機会6年連続2着という好成績を残している 。5年連続となった1998年には、出張で現場にいたラジオたんぱのスタッフに苦笑いしながら「信じられへんわ!これでこのレース5回目の2着やで。こんなことあるんかいな」と言っていた。6年連続のうち、2年連続（1993年 - 1994年）をイブキファイブワンで決めているが、同馬は1994年の愛知杯で向正面で前の馬に触れて躓き、競走を中止して予後不良となっている。レース後に芹沢は「僕の騎乗ミス。仕掛けに迷いがあった。かわいそうなことをしました」と、がっくりと肩を落とした。
ローカルでの活躍が非常に目立つ一方、1995年にはシェイクハンドでニュージーランドトロフィー4歳ステークス、2001年にはアドマイヤカイザーでエプソムカップを制するなど、いずれも東京の重賞をテン乗りで制している。アドマイヤカイザーの時は、4コーナーからずっと喚き、3着のバンブーマリアッチに騎乗した坂井千明に怒られた。
1995年からはアドマイヤボサツの主戦騎手となり、佐賀へ遠征して交流重賞になった開設記念で初騎乗。当日は2番人気でヨシノキング（大井）に2馬身差を付けて快勝し、オーナーの近藤と共に重賞初制覇をもたらす。大目標にしていた暮れの東京大賞典は早めの現地入りで入念に調整されたが、当日はライブリマウントとアマゾンオペラ（船橋）が一騎討ちムードで人気を二分。アドマイヤボサツはイナリワン産駒の東京王冠賞馬ツキフクオー、夏の開設記念で先着していたヨシノキング、同じ中央馬キソジゴールドよりも低評価の6番人気であった。レースは強豪揃いの2800mという長丁場戦で、直線で人気馬がもがく中を同じ中央馬キソジゴールドに3/4馬身差を付けて快勝。ゴール後に芹沢はガッツポーズを見せ、近藤を含む人馬共に初のビッグタイトルとなった。1996年には始動戦となった京都の平安ステークスで、逃げた人気のライデンリーダー（笠松）が直線で力尽きる中、上がり35秒7の瞬発力を発揮して中央重賞初制覇。重賞2連勝を決めたほか、近藤にも中央重賞初勝利をもたらした。
1995年10月にはエイシンガイモン、スギノハヤカゼなど新馬戦だけで5勝するが、11月19日の騎乗翌週の調教騎乗中に怪我をしてしまい12月16日まで約1ヶ月間の休養を余儀なくされる。
1998年にはゴーイングスズカを宝塚記念で10番人気ながら僚馬サイレンススズカの4着に導き、2000年3月には同馬でドバイシーマクラシックに参戦。初めてのドバイは驚きの連続で、1週間前に現地入りした芹沢は日本とはまるで違う街の光景に圧倒された。迎えたレース当日、相棒にまたがった瞬間「これはイケるかも」と直感するほど絶好の仕上がりであったが、道中イメージ通りの立ち回りも、雰囲気に呑まれて焦りが生じた。中盤で早くも先頭に立つと後続との差を広げ、レースをかき乱す形になってしまい、あまりにも早すぎる仕掛けに他のジョッキーは驚き、致命的な判断ミスを犯してしまった。直線入り口で後続が迫り、必死に抵抗したが5着が精一杯であり、ファンタスティックライトが3馬身差で快勝した。ゴールを駆け抜けた直後、3着ハイライズに騎乗していたランフランコ・デットーリが芹沢の乗り方に対して放送禁止用語を連発し、検量室では「何をしてくれたんだ、ジャパニーズ神風ボーイ!」と声を荒らげた。帰国後はカブトヤマ記念で8歳ながら57.5kgのトップハンデを背負って1番人気に推されたが、ハンデ50kgと7.5kgの重量差がある7歳ヘッドシップに負けた。カブトヤマ記念はトップハンデが17年も続けて勝てないレースで、そのトップハンデを課せられたのも惜敗の原因になったという見方もあり、同馬でカブトヤマ記念騎乗機会6年連続2着という珍しくも、悔しい記録を作った。同馬では人気に応えられなかったが、それまでの5頭は人気と同じか、人気よりも上の着順に持って来ていた。
1999年には4歳時から騎乗していたエイシンガイモンを新潟大賞典3着、函館記念2着、新潟記念3着と芝2000mの重賞で3戦連続3着以内に導き、秋のセントウルステークスでは3馬身差の圧勝で復活の重賞3勝目を挙げさせた。
2002年にはメイプルロードで小倉2歳ステークスを制し、ジェニュイン産駒に初の重賞制覇をもたらした。2008年はマンハッタンスカイとのコンビで活躍し、昇級初戦となる新潟大賞典では直線しぶとく粘り2着、さらに金鯱賞ではカワカミプリンセスら多くの重賞ウィナーが出走し11番人気と一気に評価を落とす中、先行策から他馬の追撃を交わしここでも2着と健闘。福島記念ではスタート直後から2番手に付くと、そのまま後続馬の追走をクビ差振り切り重賞初制覇に導き、芹沢にとっては6年ぶりの重賞勝利となった。この間にはトウカイトリックとのコンビで重賞を善戦し、トウカイトリックには延べ20人の騎手を鞍上へ乗せてきたが、最も騎乗回数が多いのが芹沢の13回であった。連対率は46.15%、複勝率は53.85%を記録している。
2012年12月20日を以って騎手を引退し、鹿戸明厩舎の調教助手に転身。2014年には鹿戸の勇退による厩舎解散により新規開業した石橋守厩舎に移籍。2017年には平成30年度の調教師免許試験と騎手免許試験をダブル受験する意向であることが分かり、芹沢は「去年の調教師試験を受けた時に、制度上ダブル受験ができると分かり、意識をした。調教師試験に受かる保証があるわけでもないし（騎手を）目指すなら今のうちかなと。今は体重も48kgと20代並みです」と気概を見せ、両方の試験に合格した場合は調教師の道を選ぶ予定であった。

## エピソード
- 福島の荒れた馬場ではやや内目を回ると駄目なため、最内まで持っていけば、ラチ沿いにある緑の芝に左脚を通らせる逃げ方をやっていた[20]。
- 藤田伸二とは仲が良く、藤田の著書「番長の話」では芹沢の行動のあれこれを取り上げられている。
- 芹沢という姓は出身地である静岡に多く見られるが、『日本姓氏大辞典』（角川書店）や『日本姓氏事典』（新人物往来社）などでは、桓武平氏で相模国高座郡芹沢村に住んだと書かれている。16世紀末（戦国時代末期）の古文書中には芹沢将監（若狭守）や芹沢玄蕃允（津島守）といった土豪（地方豪族）の名がある[21]。
- 中学時代は社会科が得意で、10点評価の通知表でいつも9を取っていた。電気系に弱かったが、理科も好きであった[3]。
- 競馬学校を落ちた場合には静岡南高校普通科を出て、サラリーマンになる予定であった[3]。
- 冬場はスキーを趣味にしており、伊吹山の奥や、長野県北安曇郡白馬村のウイングヒルズに、好きなB'zやシャ乱Qの曲を聞きながら運転して行った。同期の塩村が騎乗事故の後に、吉川晃司の音楽に励まされ再起を誓ったが、芹沢も同じ体験をしている[22]。
- 1990年夏の夜に北九州市街の居酒屋で何人かの騎手が酒を飲んでいて、その中に芹沢もいた。客がそこにいた武に、岸にサインをしてと一枚の色紙が渡された。二人が名を並べてサインしたが、心ないその客は、一緒にいた芹沢に「あなたは誰?」と聞いた。騎手だと分かると芹沢にもサインを求めたが、内心「誰?」と言われてカチンと来た芹沢は黙ったままサインをした。サインはしたが、芹沢純一の名の横に「今に見ていろ」と書き添えている[22]。

## 騎乗成績
|              | 日付           | 競馬場・開催  | 競走名            | 馬名               | 頭数 | 人気 | 着順 |
| ------------ | -------------- | ------------- | ----------------- | ------------------ | ---- | ---- | ---- |
| 初騎乗初勝利 | 1988年3月5日   | 1回中京1日1R  | アラブ系4歳未勝利 | カンキョウカンカン | 15頭 | 3    | 1着  |
| 重賞初騎乗   | 1988年11月13日 | 5回京都4日10R | エリザベス女王杯  | ムーンライトマリー | 18頭 | 16   | 12着 |
| 重賞初勝利   | 1994年7月24日  | 3回小倉4日11R | 北九州記念        | イブキファイブワン | 14頭 | 6    | 1着  |

| 年度   | 1着 | 2着 | 3着 | 騎乗数 | 勝率 | 連対率 | 複勝率 | 備考           |
| ------ | --- | --- | --- | ------ | ---- | ------ | ------ | -------------- |
| 1988年 | 26  | 21  | 27  | 326    | .080 | .144   | .227   |                |
| 1989年 | 20  | 21  | 27  | 339    | .059 | .121   | .201   |                |
| 1990年 | 23  | 13  | 20  | 269    | .086 | .134   | .208   |                |
| 1991年 | 6   | 11  | 12  | 192    | .031 | .089   | .151   |                |
| 1992年 | 15  | 13  | 20  | 213    | .070 | .131   | .225   |                |
| 1993年 | 34  | 32  | 15  | 325    | .105 | .203   | .249   |                |
| 1994年 | 49  | 56  | 39  | 499    | .098 | .210   | .289   | フェアプレー賞 |
| 1995年 | 47  | 44  | 38  | 411    | .114 | .221   | .314   |                |
| 1996年 | 43  | 47  | 46  | 447    | .096 | 201    | .304   | フェアプレー賞 |
| 1997年 | 32  | 41  | 38  | 367    | .087 | .199   | .302   | フェアプレー賞 |
| 1998年 | 36  | 30  | 35  | 381    | .094 | .173   | .265   |                |
| 1999年 | 47  | 35  | 45  | 422    | .111 | .194   | .301   |                |
| 2000年 | 43  | 39  | 41  | 477    | .090 | .172   | .258   |                |
| 2001年 | 37  | 34  | 29  | 481    | .077 | .148   | .208   | フェアプレー賞 |
| 2002年 | 23  | 37  | 26  | 416    | .055 | .144   | .207   |                |
| 2003年 | 20  | 20  | 18  | 329    | .061 | .122   | .176   |                |
| 2004年 | 28  | 30  | 23  | 388    | .072 | .149   | .209   |                |
| 2005年 | 20  | 23  | 17  | 334    | .060 | .129   | .180   |                |
| 2006年 | 14  | 20  | 23  | 296    | .047 | .115   | .193   |                |
| 2007年 | 22  | 20  | 25  | 382    | .058 | .110   | .175   |                |
| 2008年 | 20  | 22  | 10  | 346    | .058 | .121   | .150   |                |
| 2009年 | 11  | 9   | 14  | 242    | .045 | .083   | .140   |                |
| 2010年 | 7   | 3   | 5   | 163    | .043 | .061   | .092   |                |
| 2011年 | 6   | 7   | 5   | 159    | .038 | .082   | .113   |                |
| 2012年 | 1   | 4   | 4   | 123    | .008 | .041   | .073   |                |
| 中央   | 630 | 632 | 602 | 8327   | .076 | .152   | .224   |                |
| 地方   | 16  | 11  | 14  | 114    | .140 | .237   | .360   |                |

### 主な騎乗馬
※太字はGI級レース、斜体は当時統一格付けのない地方主催の交流競走。
- イブキファイブワン（1994年北九州記念、1993年・1994年カブトヤマ記念2着）
- シェイクハンド（1995年ニュージーランドトロフィー4歳ステークス）
- アドマイヤボサツ（1995年開設記念・東京大賞典、1996年平安ステークス）
- エイシンガイモン（1999年セントウルステークス）
- ゴーイングスズカ（2000年福島記念、カブトヤマ記念2着）
- アドマイヤカイザー（2001年エプソムカップ）
- メイプルロード（2002年小倉2歳ステークス）
- マンハッタンスカイ（2008年福島記念）

その他
- アラタマワンダー（1995年カブトヤマ記念2着）
- マルシゲギャロップ（1996年カブトヤマ記念2着）
- スノーエンデバー（1998年カブトヤマ記念2着）
- スギノハヤカゼ（2000年セントウルステークス3着）
- ダイタクヤマト（2000年函館スプリントステークス2着）
- アクティブバイオ（2001年函館記念3着）
- ロサード（2002年北九州記念2着）
- カルストンライトオ（2004年函館スプリントステークス3着）
- トウカイトリック（2005年福島記念2着、2006年ダイヤモンドステークス3着・阪神大賞典2着）
- ナルシスノワール（1989年ペガサスステークス2着）
- レガシーワールド
- アサカディフィート
- インターマイウェイ
- エーシンジーライン
- ギャラントアロー
- サムソンビッグ
- ストーンステッパー
- マイスーパーマン
- テイエムプリキュア
- テイエムメガトン
- アドマイヤビッグ
- クワイエットデイ
- サチノスイーティー
- マキハタサイボーグ
- ハルーワスウィート
- ラビットボール
- ルイジアナピット
- レイズスズラン